# جیوانی فرانچسکو استراپارولا

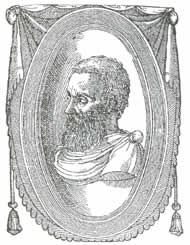
جیووانی فرانچسکو استراپارولا

جیوانی فرانچسکو استراپارولا (به ایتالیایی: Giovanni Francesco Straparola)، که با نام‌های جیانفرانچسکو و همچنین زوان فرانچسکو استراپارولا دا کاراواجو نیز شناخته می‌شود، نویسنده، شاعر و گردآورندهٔ قصه‌های عامیانه ایتالیایی در قرن شانزدهم میلادی بود. وی بین سال‌های حدود ۱۴۸۵ تا ۱۵۵۸ می‌زیست و بیشتر به‌خاطر کتاب دو جلدی خود به نام ''شب‌های دل‌پذیر'' (Le Piacevoli Notti) شهرت دارد، مجموعه‌ای که نخستین نمونه‌های مکتوب داستان‌های پریان (افسانه‌های جادویی) را در خود جای داده‌است.

## زندگی‌نامه
دربارهٔ زندگی شخصی استراپارولا اطلاعات کمی در دست است. او احتمالاً در حدود سال ۱۴۸۵ در شهر کاراواجو در ناحیه لمباردی ایتالیا به دنیا آمد. نخستین اشارهٔ تاریخی به او در سال ۱۵۰۸ در شهر ونیز است، جایی که اثر ابتدایی‌اش با عنوان کارهای نو (Opera nova) را با امضای "زوان فرانچسکو استراپارولا دا کاراواجو" منتشر کرد.
در سال ۱۵۵۰، مجوز رسمی برای چاپ جلد اول اثر معروفش شب‌های دل‌پذیر را از مقامات ونیزی دریافت کرد. این مجموعه در دو جلد در سال‌های ۱۵۵۱ و ۱۵۵۳ منتشر شد.
زمان دقیق مرگ او مشخص نیست، اما با توجه به حذف تصویر چوب‌تراش‌شدهٔ او از نسخه‌های بعدی کتاب و نیز نبود نامش در دفاتر فوت ونیز، پژوهشگران حدس می‌زنند که او ممکن است در حدود سال ۱۵۵۵ در شهری دیگر و احتمالاً در جریان طاعون آن زمان درگذشته باشد.

## نام خانوادگی
"استراپارولا" احتمالاً نام واقعی او نبوده و بیشتر به‌عنوان نام مستعار به‌کار رفته است. این واژه از فعل ایتالیایی straparlare به معنای «زیاده‌گویی» یا «یاوه‌گویی» گرفته شده و احتمالاً به خاطر محتوای طنزآمیز و گاه جسورانه آثارش، این نام را بر خود نهاده بود.

## آثار

### کارهای نو (Opera nova)
در سال ۱۵۰۸ در ونیز، استراپارولا مجموعه‌ای با عنوان کارهای نو را منتشر کرد. این کتاب شامل شعرهایی در قالب سونات، سترامبوتو (شعر طنز)، اپیستره (نامه‌واره‌ها) و کاپیتولی (شعرهای طنزآمیز) بود. این مجموعه بار دیگر در سال ۱۵۱۵ نیز به چاپ رسید.

### شب‌های دل‌پذیر (Le Piacevoli Notti)
اثر معروف و ماندگار استراپارولا شب‌های دل‌پذیر است که از دو جلد و مجموعاً ۷۵ داستان تشکیل شده‌است. ساختار کلی اثر مشابه دکامِرون اثر بوکاچیو است: گروهی از اشراف‌زادگان در محفلی شبانه گرد هم می‌آیند و برای سرگرمی به روایت داستان، معما و شعر می‌پردازند.
این اثر شامل داستان‌های عامیانه، فابل و قصه‌های پریان است و به‌ویژه در جلد دوم، برخی داستان‌ها به خاطر فشار کلیسا حذف شدند. شب‌های دل‌پذیر بین سال‌های ۱۵۸۰ تا ۱۶۲۴ در فهرست کتاب‌های ممنوعه قرار گرفت.

### داستان‌های پریان
استراپارولا را نخستین کسی می‌دانند که داستان‌های پریان را به‌شکل مکتوب منتشر کرده‌است. از جمله این داستان‌ها می‌توان به موارد زیر اشاره کرد:
- «شاهزاده خوک» (Il Re Porco)
- «بیانکابلا و مار» (Biancabella e la Serpe)
- «پیتر ساده‌دل» (Pietro il sciocco)
- «گربه سخنگو» (Costantino Fortunato) – داستانی که الهام‌بخش قصه معروف «گربه چکمه‌پوش» بود.
- «آدامانتینا و عروسک جادویی»
- «گورینو و مرد وحشی» – شباهت بسیار به افسانهٔ «آهن‌هانس» در افسانه‌های برادران گریم دارد.

## طرح داستانی «صعود»
استراپارولا از نخستین نویسندگانی بود که طرح داستانی «صعود» (rags-to-riches) را در ادبیات داستانی به‌کار برد: شخصی فقیر، به کمک جادو یا موجودی جادویی، به ثروت و ازدواج سلطنتی دست می‌یابد. این الگو در داستان‌هایی چون «پیتر ساده‌دل»، «آدامانتینا و عروسک جادویی» و «کاستانتینو فورتوناتو» دیده می‌شود.

## تأثیر بر دیگر نویسندگان
برخی از طرح‌های داستانی او بعدها در آثار نویسندگانی چون شارل پرو، باسیل، مادام دالنوی و حتی برادران گریم نیز دیده می‌شود. برای مثال:
- «کاستانتینو فورتوناتو» الهام‌بخش «گربه چکمه‌پوش» اثر شارل پرو است.
- «پیتر ساده‌دل» شباهت‌های زیادی به داستان «پروونتو» در اثر باسیل دارد.
- «گورینو و مرد وحشی» همان الگویی را دارد که در داستان «آهن‌هانس» در قصه‌های گریم آمده‌است.

## آثار
- کارهای نو (۱۵۰۸)
- شب‌های دل‌پذیر، جلد اول (۱۵۵۱) و جلد دوم (۱۵۵۳)